# بیماری لایم
بیماری لایم (به انگلیسی: Lyme disease) نوعی عفونت اسپیروکتی چندسیستمی است. حداقل سه گونه از جنس بورلیا مانند بورلیا بورگدورفری عامل این بیماری هستند. این عوامل بوسیله نیش خانواده سخت‌کنه‌ها (Ixodidae) (نوعی کنه) منتقل می‌شوند. آهو و موش در چرخه این بیماری، با اهمیت هستند. مهمترین علائم بیماری تب، سردرد، خستگی، افسردگی و خارش پوستی هستند.

## عامل بیماری
این بیماری شایعترین بیماری ناشی از نیش کنه در نیمکره شمالی است. مهم‌ترین عامل آن در آمریکا گونه‌های بورگدورفری (به انگلیسی: burgdorferi)، و اصلی‌ترین عامل در اروپا بورلیا آفزلی (به انگلیسی: afzelii) و بورلیا گارینی (به انگلیسی: garinii) هستند.

## سیر بیماری
شروع بیماری با علائم پوستی به نام اریتما کرونیکوم میگرانس است که به نام «چشم گاو» هم شناخته می‌شود.
بیمار تب، سردرد، سفتی گردن، میالژی، آرترالژی و اریتم مزمن مهاجر دارد. بیمار بعدها ممکن است تظاهرات مفصلی و عصبی نیز داشته باشد.
بیماری دارای سه مرحله است:
مرحله یک شامل علائم شبه سرماخوردگی و پوستی است.
مرحله دو شامل علائم عصبی مثل بلزپالسی و علائم قلبی مثل بلوک گره دهلیزی-بطنی (AV node) است.
مرحله سه شامل تظاهرات مفصلی مثل مونوآرتریت مزمن و پلی آرتریت مهاجر است. خوانندگان مشهور کانادایی اوریل لوین ، جاستین بیبر و بلا حدید نیز به این بیماری مبتلا شدند.

## درمان
درمان ابتدایی داکسی سیکلین و سفتریاکسونو(تتراسیکلین) است. در زنان حامله بجای داکسی سایکلین معمولاً از آموکسی سیلین استفاده می‌شود.
کنه کرچک یکی دیگر از عوامل بیماری لایم است.